# 午後はとことん よろず屋ラジオ
『午後はとことん よろず屋ラジオ』（ごごはとことん よろずやラジオ）は、福井放送で放送していた午後のワイド番組。2010年4月5日放送開始。
月曜日から金曜日までパーソナリティごとに特色あるコーナーを展開している。
放送時間は、当初は11:50 - 16:30であったが、2011年4月の改編で12:00スタートに変更された。2020年3月30日から、13:00スタートに変更され、2023年4月3日より11:50スタートとなり、放送開始当初の時間に戻った。
2024年度からの大規模な番組改編により、長時間ワイド『ラジ+ (TAS)』を放送する関係で、2023年度（2024年3月29日）放送分をもって終了した。

## パーソナリティ

### 番組終了時点
- 月曜日 さかいちよみ。（フリー）
- 火曜日 岩本和弘（FBCアナウンサー、ディレクター兼務）
- 水曜日 二木あつ子（フリー）
- 木曜日 桑原貞己（FBC）、谷口祥代（フリー）、武者武者
- 金曜日 阿部真由美（フリー）、クレヨン

### 過去
〜（2013年4月）〜
- 月曜日 大平まさひこ＆渡辺みゆ（フリー）
- 火曜日 岩本和弘（FBCアナウンサー） ＆谷口祥代（フリー）
- 水曜日 二木あつ子（フリー）
- 木曜日 さかいちよみ。（フリー）＆桑原貞己（FBC）
- 金曜日 阿部真由美（フリー）＆クレヨン (お笑いコンビ)

〜（2012年10月）〜
- 月曜日 さかいちよみ。（フリー） ⇒ ＆橋詰晋也
- 火曜日 岩本和弘（FBCアナウンサー） ＆谷口祥代（フリー）
- 水曜日 二木あつ子（フリー）
- 木曜日 吉川圭一（FBCアナウンサー） ＆クレヨン (お笑いコンビ)
- 金曜日 阿部真由美（FBCアナウンサー）＆佐藤正幸（FBCアナウンサー）

〜（2012年4月）〜
- 月曜日 さかいちよみ。（フリー）
- 火曜日 岩本和弘（FBCアナウンサー）
- 水曜日 二木あつ子（フリー）
- 木曜日 吉川圭一（FBCアナウンサー） ＆クレヨン (お笑いコンビ)
- 金曜日 阿部真由美（フリー）

〜（2010年4月）〜
- 月曜日 さかいちよみ。（フリー）
- 火曜日 岩本和弘（FBCアナウンサー）
- 水曜日 二木あつ子（フリー）
- 木曜日 森本茂樹（FBCアナウンサー）⇒ 岩本和弘（2011年4月～）
- 金曜日 阿部真由美（フリー）

## タイムテーブル
★は全国ネットの番組
- 12:00 - オープニング、FBCニュース・天気予報
- 12:05 - 午後ワイド きょうのテーマ、ラッキーカムカム発表
- 12:10 - 
  - 歌謡ランチボックス（月・水・木）
  - 恒ちゃんとガンちゃんの福井を歌おう!（火）
- 12:20 - 映画にシネマ!（金）
- 12:25 - 歌謡ランチボックス（火・金）
- 12:35 - 健康なんでも相談★
- 12:50 - ドライバーズ・リクエスト★
- 13:00 - FBCニュース・天気予報
- 13:10 - ラジオショッピング情報
- 13:20 - あつ子の なま川柳（水）
- 13:25 - エコーメイト（月・水・金：加藤直也、火・木：岩本紀美子）
- 13:30 - もしもしコッポちゃん!レッツゴー特定健診（火）
- 13:50 - 
  - 大津屋さんのコーナー（第1・第3月曜）
  - 教えて!薬剤師さ～ん（木）
- 14:00 - FBCニュース・天気予報
- 14:10 - 福井三菱・カープラザミュージッククリップ
- 14:20 - イチ押し!ミュージック
- 14:30 - 交通情報
- 14:35 - 
  - 太鼓持ちあらいの好色浮世噺（月）
  - 広瀬哲朗の何でも言っちゃうよ!!（火）
  - 午後の体操（水）、
  - こんにちは!朝日新聞福井総局です（木）
  - あべちゃんたんぼう（金）
- 14:50 - 
  - 桑原貞己の名曲セレクション（木）
  - クレヨンの色々ラジオ大喜利（金）
- 15:00 - FBCニュース・天気予報
- 15:10 - 
  - ラジオショッピング情報（月～水・金）
  - ナカノ住宅 いい家 夢住まい!（木）
- 15:20 - エリア情報交差点（水）
- 15:25 - 解決!!ベストアンサー
- 15:35 - エコーメイト（エコーメイト/一緒に始めよう（月））
- 15:40 - 演歌テナー
- 15:45 - エリア情報交差点（火）
- 15:50 - 
  - エリア情報交差点（月・木・金）
  - あつ子の なま川柳　正解発表（水）
- 15:55 - ぱっくんローソンマチカフェ大和田店（火）
- 16:05 - ラッキーカムカム当選者発表
- 16:15 - ラジオ夕刊
- 16:20 - 夕方ミュージック

## 受賞歴
平成30年日本民間放送連盟賞（2018年）
2018年5月29日に放送された「許せない!特殊詐欺 絶対にだまされないぞ スペシャル!」が、平成30年日本民間放送連盟賞のラジオ生ワイド番組の最優秀を受賞。番組では実際の被害を交えて放送された。
その他の受賞歴
- 平成28年日本民間放送連盟賞（2016年）：思わず人に話したくなるものづくりスペシャル - ラジオ生ワイド番組優秀[3]